# Trattatello in laude di Dante
Das Trattatello in laude di Dante (deutsch: Abhandlung zum Lobe Dantes) ist eine Schrift des italienischen Schriftstellers Giovanni Boccaccio, die er wahrscheinlich zwischen 1355 und 1370 (nach anderen Abschätzungen ab 1351) erstellte und mehrfach bearbeitete. Es sind drei verschiedene Versionen des Textes bekannt. 1357 wurde das Werk auch unter dem Titel De origine vita studiis et moribus viri clarissimi Dantis Aligerii florentini poetae illustris et de operibus compositis ab eodem veröffentlicht.
Das Werk gilt als eine der ersten modernen Biographien. Boccaccio hatte dafür nicht allein auf Legenden und Erzählungen zurückgegriffen, sondern auch auf konkrete Lebensdaten und -ereignisse Dantes. Diese verglich er mit Dantes Hauptwerk, um so den Einfluss realer Ereignisse auf Dantes Werk zu erkennen. Boccaccio stellt auf dieser Grundlage Dante als Vorbild für die schriftstellerische Arbeit dar, die nach seiner Vorstellung von moralischem und religiösem Streben geprägt sein sollte. In seinem Spätwerk setzte Boccaccio genau diesen Gedanken in die Tat um: Seine Sammlungen von Biographien De casibus virorum illustrium und De mulieribus claris greifen diese Idee auf und vertiefen sie.

## Übersetzung
Giovanni Boccaccio: Büchlein zum Lob Dantes. Übersetzt und eingeführt von Moritz Rauchhaus, Verlag das kulturelle Gedächtnis, Berlin 2021, ISBN 978-3-946990-55-0.